# Oscar Ekman (fotbollsmålvakt)
Oscar Ekman, född 17 december 1998, är en svensk fotbollsmålvakt som spelar för IK Oddevold i Superettan.
Ekman tillhörde åren 2020–2021 Gais i Superettan, men blev i början av 2021 skadad och missade hela säsongen.